# Gastropila
Gastropila is een geslacht van schimmels behorend tot de familie Lycoperdaceae.

## Soorten
Volgens Index Fungorum telt het geslacht drie soorten (peildatum december 2023):
| Soortnaam           | Auteur(s)                    | Publicatiejaar |
| ------------------- | ---------------------------- | -------------- |
| Gastropila fragilis | (Lév.) Homrich & J.E. Wright | 1973           |
| Gastropila fumosa   | (Zeller) P. Ponce de León    | 1976           |
| Gastropila hesperia | (Morgan) P. Ponce de León    | 1976           |